# Alfordsville
Alfordsville é uma cidade  localizada no estado americano de Indiana, no Condado de Daviess.

## Demografia
Segundo o censo americano de 2000, a sua população era de 112 habitantes. 
Em 2006, foi estimada uma população de 116, um aumento de 4 (3.6%).

## Geografia
De acordo com o United States Census Bureau tem uma área de 
0,2 km², dos quais 0,2 km² cobertos por terra e 0,0 km² cobertos por água. Alfordsville localiza-se a aproximadamente 156 m acima do nível do mar.

## Localidades na vizinhança
O diagrama seguinte representa as localidades num raio de 20 km ao redor de Alfordsville. 